# Marek Pittner
Marek Pittner (* 14. února 1997) je slovenský fotbalový záložník či obránce, od března 2015 působící v A-týmu FK Senica.

## Klubová kariéra
Svoji fotbalovou kariéru začal v Tatranu Bzenica, odkud v průběhu mládeže zamířil nejprve do FK Pohronie a následně do Senice. 25. února 2015 vyhrál za podzim 2014 anketu o nejlepšího sportovce města roku 2014 v kolektivní kategorii U19.

### FK Senica
V průběhu jarní částí sezony 2014/15 se propracoval do prvního mužstva. Ve slovenské nejvyšší soutěži debutoval pod trenérem Jozefem Kostelníkem v ligovém utkání 23. kola 20. března 2015 v derby proti TJ Spartak Myjava (remíza 1:1), když v 75. minutě vystřídal Jozefa Dolného. V létě 2015 podepsal s mužstvem nový kontrakt do konce ročníku 2017/18.